# Ommatius infirmus
Ommatius infirmus is een vliegensoort uit de familie van de roofvliegen (Asilidae). De wetenschappelijke naam van de soort is voor het eerst geldig gepubliceerd in 1872 door Frederik Maurits van der Wulp.
De soort werd ontdekt in de Indonesische archipel, onder meer op Ternate en Morotai.